# Ferdinand Cornet de Grez d'Elzius
Ferdinand Gommaire Joseph Cornet de Grez d'Elzius (Brussel, 5 oktober 1797 – aldaar, 25 januari 1869) was een Belgisch parlementslid, burgemeester en lid van het Belgisch Nationaal Congres.

## Levensloop
Ferdinand Cornet de Grez d'Elzius werd geboren als zoon van François Cornet de Grez (1771-1827), en Thérèse de Beughem (1775-1847). Zijn vader was lid van de Tweede Kamer der Staten-Generaal en kamerheer van koning Willem I. De grootvader van Ferdinand, Gommaire Cornet de Grez (1735-1811), was Staatsraad in de Oostenrijkse tijd.
Ferdinand Cornet volgde zijn vader op onder het Verenigd Koninkrijk der Nederlanden als lid van de Tweede Kamer. In oktober 1830 werd hij verkozen voor het arrondissement Brussel in het Nationaal Congres. Hij nam slechts eenmaal het woord, en het was om zich tegen de eeuwigdurende uitsluiting van de Nassaus te keren. Bij de stemming was hij een van de 25 die tegen deze uitsluiting stemden. Het is waarschijnlijk dat hij zich als orangist na deze beslissing niet meer op zijn plaats achtte in het Congres en hij nam op 7 februari 1831 ontslag.
In 1834 werd hij verkozen tot volksvertegenwoordiger voor het arrondissement Brussel en bleef dit tot in 1837.
Hij was ook van 1828 tot aan zijn dood burgemeester van Dworp, een ambt dat na hem werd uitgeoefend door zijn zoon Raymond Cornet (1839-1896), die getrouwd was met prinses Olga Galitzin (1838-1912), en door zijn kleinzoon Ferdinand Cornet (1869-1947).
Cornet trouwde in 1834 met zijn nicht barones Eulalie Snoy (1812-1862) en ze kregen twee kinderen, Octavia (1836-1849) en Raymond (1839-1896). De tak Cornet de Grez stierf uit met het overlijden van Bertha Olga Ghislaine Cornet de Grez d'Elzius, de achterkleindochter van Ferdinand, in 1970. Dit in tegenstelling tot de familietakken Cornet d'Elzius de Peissant, Cornet d'Elzius du Chenoy en Cornet de Ways-Ruart, die nog steeds nakomelingen hebben.

## Adelstand
De familie Cornet werd voor het eerst in de adelstand verheven in 1711, door reversie van de grafelijke titel van Leonard d'Elzius op zijn zus en schoonbroer, Thérèse d'Elzius (1671-1747) en François Cornet (1670-1739), heer van Grez en Peissant. In 1816 werd Ferdinands vader in de adelstand bevestigd met de titel van graaf, overdraagbaar op al zijn nakomelingen.